# Silpholestes
Silpholestes — вимерлий рід тероцефалових терапсид пізньої пермі в ПАР. Типовий вид Silpholestes jackae був названий південноафриканським палеонтологом Робертом Брумом у 1948 році з зони збору Cistecephalus.
Silpholestidae складали більшу групу Scaloposauria, яка включала майже всіх дрібних тероцефалів. Зараз вважається, що більшість скалопозаврів представляють ювенільні форми більших тероцефалів, а Silpholestidae і Scaloposauridae більше не вважаються дійсними групами. Більшість скалопозаврів, включаючи Silpholestes, зараз розглядаються як базальні представники клади Baurioidea. Оскільки ніколи не було повного філогенетичного аналізу, включаючи всі таксони скалопозаврів, незрозуміло, чи тероцефали, колись класифіковані як silpholestidae, утворюють власну кладу.